# Hoher Einsatz
Hoher Einsatz (Originaltitel: Any Number Can Play) ist ein US-amerikanisches Filmdrama aus dem Jahr 1949 von Mervyn LeRoy mit Clark Gable und Alexis Smith in den Hauptrollen. Der Film wurde von Metro-Goldwyn-Mayer produziert und basiert auf dem 1945 veröffentlichten Roman Any Number Can Play von Edward Harris Heth.

## Handlung
Charly Kyng, Besitzer eines illegalen Casinos, leidet an einer Herzschwäche. Sein Arzt rät ihm zur Schonung. Kyng hat sich in 20 Jahren zu einem wohlhabenden Mann hochgearbeitet und freut sich auf mehr Zeit mit seiner Frau Lon und ihrem gemeinsamen Sohn Paul. In Kyngs großem Haus leben auch Lons Schwester Alice und deren Ehemann Robbin Elcott, der in Kyngs Casino arbeitet. Robbin hat Spielschulden und muss 2.000 Dollar an seine Gläubiger Lew Debretti und Frank Sistina zahlen.
Kyngs Sohn Paul schämt sich für seinen Vater. Pauls Freundin hat ihn verlassen, als sie herausfand, dass er zur berüchtigten Kyng-Familie gehört. Derweil nimmt sich sein Vater den Rat seines Arztes zu Herzen und hört mit dem Rauchen und Trinken auf. Er beendet seine Arbeit als Casinobesitzer und plant einen Angelausflug in den Bergen. Noch vor seiner Abfahrt erhalten die Kyngs Besuch von dem aufgebrachten Ehepaar Lorgan, die im Casino ihre Lebensversicherungen verloren haben. Lon verweigert eine Auszahlung des Geldes, woraufhin die Lorgans mit der Polizei drohen. Die Konfrontation nimmt Lon so sehr mit, dass sie in Tränen ausbricht. Kyng ist betroffen, als Paul seine Einladung zum Angelausflug ausschlägt. Er sucht sein Büro im Casino auf und wird von seiner Bewunderin Ada bedrängt. Kyng bleibt standhaft und seiner Familie treu.
Paul wird bei seinem Abschlussball in eine Schlägerei verwickelt, als er sich weigert, zwei seiner Mitschüler ins Casino einzuschleusen. Paul wird mit mehreren anderen Schülern festgenommen. Kyng erreicht die Freilassung seines Sohnes, der jedoch seinen Vater nicht sehen will. Er wird in die Obhut seiner Mutter gegeben, die versucht, Paul mit seinem Vater wieder auszusöhnen. Aus diesem Grunde sucht sie mit Paul das Casino auf. Als sie ankommen, ist der Spieler Jim Kurstyn kurz davor, die Bank zu sprengen. Kyng geht das Risiko ein, Kurstyns Einsatzlimit zu erhöhen, der prompt höhere Summen einsetzt.
Kyng und Kurstyn stoßen am Würfeltisch für Craps aufeinander. Das Spiel wird aber durch Debretti und Sistina unterbrochen, die das Casino überfallen. Zusammen mit Paul kann Kyng die beiden Verbrecher überwältigen. Vater und Sohn finden wieder zueinander. Das Spiel wird weitergeführt. Kyng verliert absichtlich sein Casino an Kurstyn und kehrt zu seiner Familie zurück.

## Produktion
Gedreht wurde der Film vom 4. Januar bis Ende Februar 1949 in den MGM-Studios in Culver City.
Die Filmrechte an Heths Roman lagen seit 1945 bei 20th Century Fox. Wegen Schwierigkeiten bei der Besetzung konnte das Drehbuch nicht fertig gestellt werden. 1948 wurden die Rechte für 50.000 Dollar an MGM verkauft.

## Stab und Besetzung
Cedric Gibbons und Urie McCleary waren die Art Directors, Edwin B. Willis und Henry Grace die Szenenbildner. Douglas Shearer war für den Ton verantwortlich.
In kleinen nicht im Abspann erwähnten Nebenrollen traten Murray Alper, Harry Antrim (als Mr. Lorgan), Charles Arnt, Griff Barnett, Barbara Billingsley, Tommy Bond, William Edmunds, Douglas Fowley, Hans Moebus, David Opatoshu und William Tannen auf.
Scotty Beckett, ursprünglich für die Rolle des Paul Kyng vorgesehen, ist auf einem Foto auf Kyngs Schreibtisch zu sehen.

## Synchronisation
| Rolle         | Schauspieler      | Deutscher Synchronsprecher |
| ------------- | ----------------- | -------------------------- |
| Charly King   | Clark Gable       | Norbert Langer             |
| Alice Elcott  | Audrey Totter     | Liane Rudolph              |
| Jim Kurstyn   | Frank Morgan      | Wolfgang Völz              |
| Ben Snelerr   | Lewis Stone       | Helmut Heyne               |
| Sarah Calbern | Marjorie Rambeau  | Sonja Deutsch              |
| Ed            | Edgar Buchanan    | Alexander Herzog           |
| Dr. Palmer    | Leon Ames         | Gerd Holtenau              |
| Mrs. Purcell  | Dorothy Comingore | Marina Krogull             |
| Mr. Reardon   | Art Baker         | Eric Vaessen               |
| Mrs. Lorgan   | Isabel Randolph   | Luise Lunow                |
| Reporter      | Arthur Space      | Mathias Einert             |

Anmerkung: Die kursiv geschriebenen Namen sind Rollen und Darsteller, die nicht im Abspann erwähnt wurden.

## Veröffentlichung
Die Premiere des Films fand am 30. Juni 1949 in New York statt. In der Bundesrepublik Deutschland wurde er am 22. August 1997 im deutschen Fernsehen ausgestrahlt.

## Kritiken
Das Lexikon des internationalen Films schrieb: „Unrealistisches, banales und gestelztes Spieler-Drama, das, insbesondere als Star-Vehikel für Clark Gable, LeRoys knapper, professioneller Regie kaum Spielraum läßt.“
Die Filmzeitschrift Cinema befand: „Gable ist das Ass im Psychokrisenfilm von Mervyn LeRoy.“
Der Kritiker der The New York Times befand, der Film sei zwar eine interessante, gut gespielte Unterhaltung aber keine große Enthüllung. Das Drehbuch biete eine Fülle an soliden, natürlichen und humorvollen Dialogen, die aber oft an nebensächliche Handlungsstränge und obskure Charaktere verschwendet werden.
Die Variety bemängelte, dass Drehbuchautor Brooks zu viele untergeordnete Charaktere in die Geschichte gepresst habe. Regisseur LeRoy mache demgegenüber einen lobenswerten Job, die Nebenrollen und -geschichten mit einer atmosphärischen Beständigkeit zu integrieren.
Bob Thomas schrieb im Santa Cruz Sentinel, der Film habe alle Elemente eines guten Films. Es werde jedoch alles durcheinander gemischt, so dass das Drehbuch nicht wisse, wohin die Geschichte gehe.
Der Kritiker des TV Guide fand den Film durch LeRoys prägnante, professionelle Regie und die eindrucksvolle Darstellung fesselnd.